# Wallia
Wallia, död 418, var en visigotisk ledare, kanske kung, under tiden 415–418.
Han efterträdde Ataulf, som lett visigoterna från Frankrike över Pyreneerna in i Spanien.
Under Wallias ledning utökade visigoterna sin makt över större delen av Spanien och delar av södra Frankrike. Toulouse blev deras huvudstad. 
Wallia efterträddes av Alarics son, Theodoric I.